# Aeroportul Asaba
Aeroportul Asaba (IATA: ABB, ICAO: DNAS) este un aeroport din Oshimili North⁠(d), Statul Delta, Nigeria ce deservește zona Asaba. A fost numit după zona deservită.
Situat la o altitudine de 93 m, aeroportul dispune de o singură pistă.